# Kreuzermühle
Kreuzermühle ist eine Wüstung auf dem Gemeindegebiet der Stadt Kupferberg im Landkreis Kulmbach (Oberfranken, Bayern).

## Geografie
Die Einöde lag auf einer Höhe von 442 m ü. NHN an der Arnitz, einem rechten Zufluss der Schorgast, und an einer Vicinalstraße, die nach Kupferberg (0,5 km nordöstlich) bzw. nach Untersteinach führte (3 km westlich). Zu dem Anwesen gehörte ein ca. 9000 m² großes Waldgebiet.

## Geschichte
Kreuzermühle lag im Hochgerichtsbezirk des bambergischen Centamtes Marktschorgast. Das  Spital Kupferberg war Grundherr der Mühle. Bei der Vergabe der Hausnummern erhielt das Anwesen die Haus-Nr. 128 von Kupferberg.
Kreuzermühle wurde nur in einem Ortsverzeichnis des Jahres 1820 erwähnt. In einem Positionsblatt um 1860 wurde der Ort letztmals verzeichnet. Der Ort musste wegen eines Steinbruchs, der bis heute genutzt wird, abgebrochen werden.